# Irminsul

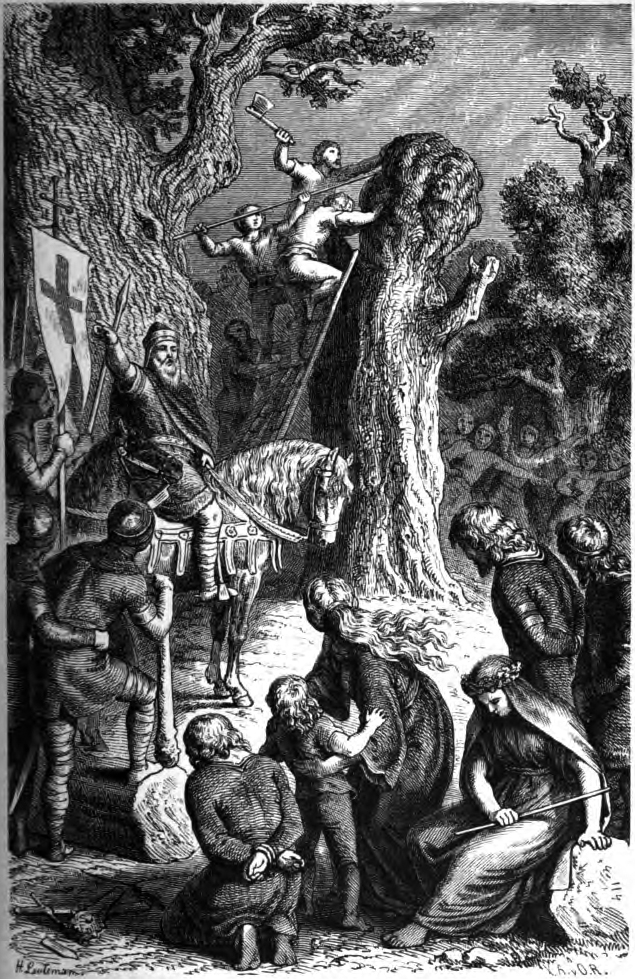
De verwoesting van de Irminsul door Karel de Grote, Heinrich Leutemann (1824-1904)

De Irminsul was een belangrijk heiligdom voor de Saksen van de achtste eeuw n.Chr. met vermoedelijk grote symbolische betekenis. 
Het wordt genoemd en summier omschreven in de Annales regni Francorum, de Translatio St. Alexandri van Rudolf van Fulda en in de Gesta Hammaburgensis ecclesiae pontificum (Boek I, hoofdstuk 8) van Adam van Bremen. Beide laatsten gebruiken exact dezelfde woorden en beschrijven de Irminsul als een grote, opgerichte houten stam die volgens de Saksen de gehele wereld ondersteunde. Adam van Bremen zegt echter dat hij de gegevens van Einhard (ca. 770-841) heeft overgenomen. Diens werk is echter niet bewaard gebleven.

In Einhards woorden volgens Adam van Bremen: Truncum quoque ligni non parvae magnitudinis in altum erectum sub divo colebant, patria eum lingua Irminsul appellantes, quod Latine dicitur universalis columpna, quasi sustinens omnia. Vertaald betekent dit: Ook plachten zij een houten stam van niet geringe grootte die in de hoogte opgericht was onder de blote hemel te vereren die zij in de taal van hun vaderland Irminsul noemden, wat in het Latijn universalis columna (= al-zuil) wordt genoemd, die als het ware alles ondersteunde.
De Irminsul werd door Karel de Grote in zijn oorlog tegen de Saksen in 772 verwoest.
Men vergelijkt de Irminsul wel met de boom Yggdrasil uit de Noordse mythologie: de wereldboom die zijn wortels in de onderwereld heeft en met zijn takken het dak van de wereld ondersteunt.
Irminsul moet volgens Rudolf van Fulda en Adam van Bremen vertaald worden als “al-zuil” (Latijn: columna univeralis), omdat hij 'als het ware alles ondersteunde', maar is ook wel in verband gebracht met een (niet overgeleverde) Germaanse god Hirmin of Irmin.
Over de locatie van de Irminsul is men het bij lange na niet eens. Eresburg en het Teutoburger Woud worden genoemd als mogelijke plaatsen van het heiligdom.